# Mulassa de Solsona
La Mulassa és un element del folkore de Solsona. La figura actual de la Mulassa és una còpia extreta de la peça de 1691 -que encara es conserva-, que va haver-se de substituir a causa del gran pes del cap inicial de 21 kg, que va canviar-se per un d'igual de 5 kg. Per confirmar la seva antiguitat, a dins del cap s'hi conserva encara un tros de paper d'una restauració amb data de 1700.
A més del seu valor històric, un dels actors d'interès de la Mulassa és el de ser l'única de la seva tipologia que apareix cavalcada a la península Ibèrica. Aquest costum de bestiari cavalcat és més propi de les zones franceses. El genet solsoní s'anomena Antoniu Ricu, que segons diu la tradició popular va anar a fer les amèriques i va tornar amb una certa fortuna -i corria per la ciutat amb un havà. Tot i no tenir ball propi, col·labora en la cercavila i la "Roda de foc" amb els seus fuets.